# Лобстер (фільм)
«Лобстер» (англ. The Lobster) — науково-фантастичний романтичний фільм-трилер, написаний та знятий Йоргосом Лантімосом. Фільм розповідає оригінальну історію кохання, яка відбувається в антиутопічному недалекому майбутньому, де знайти партнера є питанням життя та смерті. У головних ролях — Колін Фаррелл та Рейчел Вайс. Світова прем'єра стрічки відбулась 15 травня 2015 року на Каннському кінофестивалі 2015, де картина була відзначена спеціальною згадкою Queer Palm та отримала «Приз журі», а в Україні — 11 липня 2015 року у секції «Фестиваль фестивалів» на Одеському міжнародному кінофестивалі 2015. Також фільм був обраний для показу у секції «Спеціальні покази» на міжнародному кінофестивалі у Торонто 2015.

## Сюжет
Події фільму відбуваються в антиутопічному недалекому майбутньому. Відповідно до правил Міста після розлучення архітектор Девід потрапляє в готель для самотніх, у яких є 45 днів для того, щоб знайти собі гетеро- або гомосексуального партнера з числа інших постояльців. Тих, хто не досяг успіху, після закінчення зазначеного строку перетворюють у будь-яку вибрану тварину (Девід хоче стати лобстером) і відпускають в ліс. У лісі живуть Одинаки — ті, хто відкидає вимоги Міста перебувати в парі. Любовні відносини в середовищі лісових одинаків заборонені, за дотриманням нормативів жорстко стежить Лідер Одинаків.

## У ролях
- Колін Фаррелл — Девід
- Рейчел Вайс — Короткозора жінка
- Джессіка Барден — Жінка з носовою кровотечою
- Олівія Колман — Менеджер Готелю
- Ешлі Дженсен — Жінка з печивом
- Аріана Лабед — Покоївка
- Анджелікі Папоуля — Безсердечна жінка
- Джон Сі Рейлі — Шепелявий чоловік
- Леа Сейду — Лідер-одинак
- Майкл Смайлі — Плавець-одинак
- Бен Вішоу — Кульгавий чоловік
- Роджер Ештон-Гріффітс — Лікар[10]
- Аріана Лабед — служниця готелю

## Виробництво

### Зйомки
Головне знімання почалося 24 березня 2014 року і закінчилося 9 травня того ж року. Зйомки проходили у Дубліні, а також в таких місцях графства Керрі, як Снім, Дромор-Вудс та Кенмер.

## Сприйняття

### Критика
«Лобстер» отримав позитивні відгуки від критиків. Олівер Літтлтон з The Playlist дав фільму оцінку «A», назвавши його «найбільш зрозумілим і приємним фільмом Йоргоса Лантімоса». Кінокритик Variety Гай Лодж назвав фільм «зловісно смішною сатирою на зациклене на відносинах суспільство». Пітер Бредшоу з The Guardian дав стрічці 3 зірки з 5, заявивши, що спочатку фільм здається веселим й дивним, але на середині втрачає свою ідею й атмосферу. IGN оцінив фільм на 8,5 з 10, підкресливши чудову гру Коліна Фаррелла на тлі сюрреалістичної, веселої й в остаточному підсумку досить тривожної історії. На вебсайті Rotten Tomatoes фільм має 83 % «свіжий» рейтинг, заснований на 8 рецензіях критиків, а його середній бал становить 8,1/10. На Metacritic фільм отримав 83 бали зі 100, які засновані на 10 рецензіях, що означає «загальне схвалення».

### Нагороди та номінації
| Список нагород та номінацій | Список нагород та номінацій | Список нагород та номінацій          | Список нагород та номінацій | Список нагород та номінацій | Список нагород та номінацій |
| Кінопремія                  | Дата церемонії              | Категорія                            | Номінант(и)                 | Результат                   | Дж                          |
| --------------------------- | --------------------------- | ------------------------------------ | --------------------------- | --------------------------- | --------------------------- |
| Каннський кінофестиваль     | 22 травня 2016              | «Золота пальмова гілка»              | «Лобстер»                   | Номінація                   |                             |
| Каннський кінофестиваль     | 22 травня 2016              | Приз журі                            | «Лобстер»                   | Перемога                    |                             |
| Каннський кінофестиваль     | 22 травня 2016              | «Queer Palm» (Спеціальна згадка)     | «Лобстер»                   | Перемога                    |                             |
| Каннський кінофестиваль     | 22 травня 2016              | «Пальмовий пес» (Гран-прі журі)      | «Лобстер»                   | Перемога                    |                             |
| Премія «Золотий глобус»     | 8 січня 2017                | Найкращий актор (комедія або мюзикл) | Колін Фаррелл               | Номінація                   | [ 23 ] [ 24 ]               |